# دانييل نيكولايف
دانييل نيكولايف (بالروسية: Николаев, Даниил Александрович)‏ هو لاعب كرة قدم روسي في مركز الهجوم، ولد في 14 أكتوبر 1991 في موسكو في روسيا. لعب مع زمبرو تشيسيناو ونادي خيمكي ونادي فوستوك.

## وصلات خارجية
- دانييل نيكولايف على موقع الاتحاد الأوربي (الإنجليزية)
- دانييل نيكولايف على موقع قاعدة بيانات كرة القدم.إي يو (الإنجليزية)
- دانييل نيكولايف على موقع Soccerway.com (الإنجليزية)